# Orientalischer Amberbaum

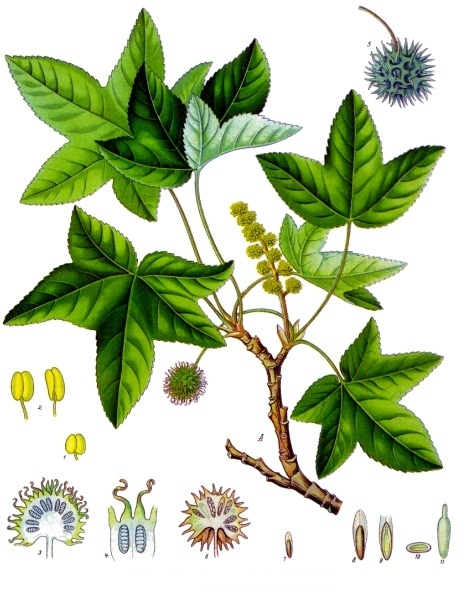
Liquidambar orientalis, Illustration

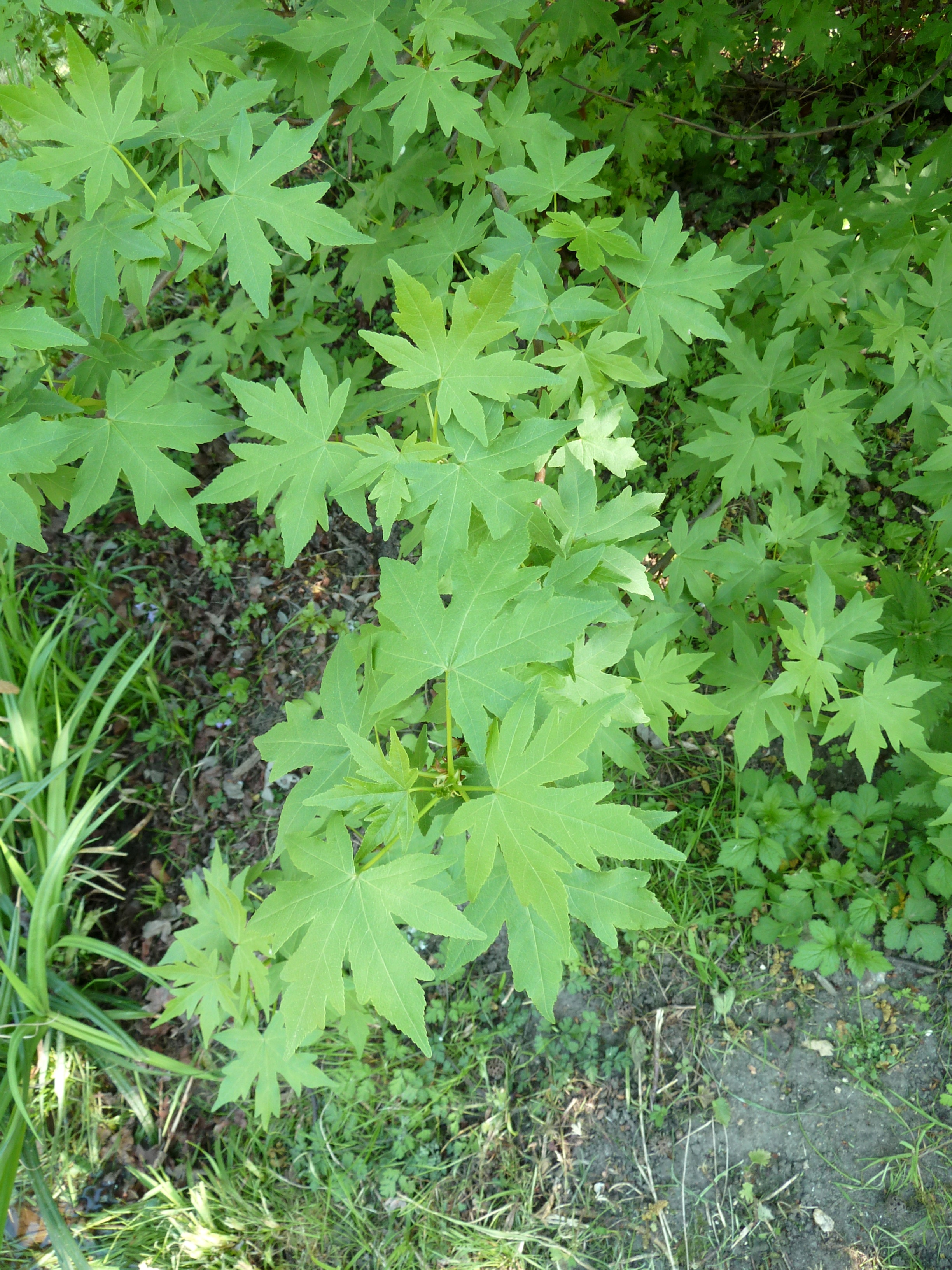
Blätter

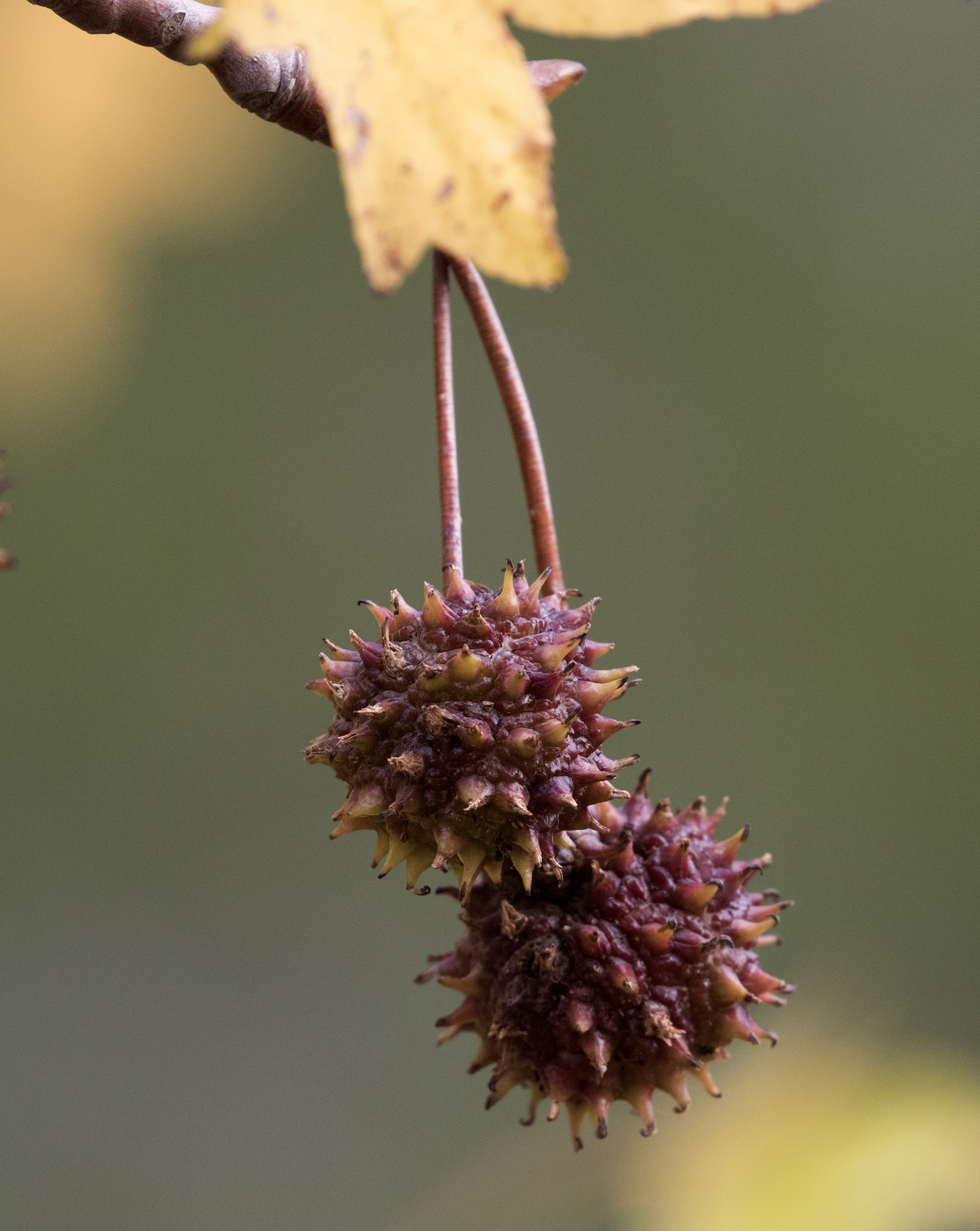
Fruchtverbände

Der Orientalische Amberbaum (Liquidambar orientalis) ist ein sommergrüner Laubbaum aus der Familie der Altingiaceae mit handförmigen Blattspreiten und Kapselfrüchten. Sein Verbreitungsgebiet liegt in der Südwest-Türkei und auf Rhodos. Die Art wird manchmal als Parkbaum gepflanzt.

## Beschreibung
Die Bäume erreichen eine Höhe von 20 (maximal bis 35) Metern, bleiben jedoch häufig niedriger. Der Stammdurchmesser beträgt maximal 1,05 m. Die grau-braune Borke ist im Alter rissig bis furchig.
Die einfachen Laubblätter sind wie bei allen Amberbäumen wechselständig angeordnet. Der Blattstiel ist 2.5 bis 5, nach anderen Angaben 4 bis 6 Zentimeter lang. Die Blattspreite ist 5 bis 10 Zentimeter lang, 6 bis 13 Zentimeter breit und hat meist fünf handförmig angeordnete, länglich-eiförmige Lappen. Die drei oberen Lappen bilden oft ein bis zwei weitere, dreieckige und kurz zugespitzte Lappen. Der Blattrand ist meist gesägt. Die Blattober- und -unterseite sind unbehaart.
Die Blüten sind einhäusig monözisch verteilt und ohne Blütenhülle. Die männlichen Blüten, mit einigen (4–8) Staubblättern, stehen zu vielen dicht gedrängt in endständigen, aufrechten und traubig-ährigen Blütenständen. Die weiblichen Blüten, mit einem halbunterständigen Fruchtknoten und meist zwei dicklichen Griffeln mit ausgebogenen Narbenästen sowie ein paar Staminodien (bis 8), stehen in achselständigen, kleinen, hängenden, kugelförmigen, vielblütigen und gestielten Köpfchen zusammen.
Die Fruchtstände bzw. Fruchtverbände sind bis etwa 2,5 Zentimeter groß. Als Früchte werden zweifächrige, holzige, bis 5 bis 6 Millimeter lange Kapseln mit beständigen Griffeln gebildet, die in den Fruchtverbänden zusammenstehen. Die etwas abgeflachten Samen sind einseitig, kurz geflügelt.
Die Blätter der laubwerfenden Art werden im natürlichen Areal im November bis Dezember abgeworfen, Neuaustrieb erfolgt im Februar, die Blüte Anfang März. Früchte sind ab Mitte April erkennbar, sie reifen bis September. Oft verbleiben die trockenen Früchte auf dem Baum, nachdem die Samen ausgefallen sind.
Die Chromosomenzahl beträgt 2n = 32.

## Verbreitung und Ökologie
Das natürliche Verbreitungsgebiet liegt im Südwesten der Türkei und auf Rhodos. Vorkommen werden außerdem für Zypern angegeben, sind hier aber vermutlich nicht autochthon. Das kleine Areal hat sein Zentrum in der Provinz Muğla, kleinere Vorkommen existieren in den Provinzen Aydın, Denizli, Isparta, Antalya und Burdur; alles Regionen mit Mittelmeerklima. Auf Rhodos sind etwa fünf Wuchsorte bekannt, von denen das Tal der Schmetterlinge der bekannteste ist.
Die Art wächst in Gebieten mit relativ hohem Jahresniederschlag von 1.000 bis 1.200 Millimetern, in trockeneren Gebieten nur in der direkten Uferzone von Gewässern. Die Art kommt von Meereshöhe bis in etwa 500 Meter, in der Provinz Muğla vereinzelt sogar bis 1.000 Meter Höhe vor. Sie bevorzugt offene, sonnige Standorte und ist etwas frostempfindlich. Standorte sind vor allem wechselfeuchte Flussauen mit kalkhaltigen, sandigen Böden mit pH-Werten zwischen 8,6 und 9,3. Der Orientalische Amberbaum wächst in Reinbeständen oder gemischt mit anderen typischen Gehölzarten der mediterranen Auen wie Alnus orientalis, Fraxinus angustifolia, Laurus nobilis, Nerium oleander und Vitex agnus-castus, pflanzensoziologisch als Verband Platanion orientalis von Kárpáti & Kárpáti 1961 gefasst, benannt nach Platanus orientalis. Ähnliche Standorte werden auch auf Rhodos besiedelt.
Die auf Rhodos endemische Unterart des Russischen Bären (Callimorpha quadripunctaria rhodosensis) wandert von Juni bis September zur Paarung in das von einem großen Amberbaum-Bestand besiedelte Tal der Schmetterlinge. Der Harzgeruch des Orientalischen Amberbaums spielt möglicherweise bei der Anlockung der Schmetterlinge eine Rolle; Nahrungsbeziehungen zwischen Schmetterling und Baum bestehen nicht; die Raupen sind polyphag und zeigen keine Bindung an den Orientalischen Amberbaum.

## Gefährdung
Der Bestand des Orientalischen Amberbaums wird auf aktuell etwa 1.658 Hektar abgeschätzt; vor 200 Jahren lassen sich noch Bestände von 7.000 Hektar erschließen. Während früher die Harzernte die wesentliche Bedrohung darstellte, ist heute intensivierte Landnutzung, vor allem auch Tourismus und der Bau von Sommerhäusern und Zweitwohnsitzen die wesentliche Bedrohung. In der Roten Liste des IUCN ist die Art als „gefährdet“ (vulnerable, VU) aufgeführt. Euforgen, das European Forest Genetic Resources Programme, hat eine technische Anleitung für Förster zum Erhalt der Art herausgegeben.

## Systematik und Forschungsgeschichte
Der Orientalische Amberbaum (Liquidambar orientalis) ist eine Art aus der Gattung der Amberbäume (Liquidambar) innerhalb der Familie Altingiaceae. Die Gattung wird manchmal auch den Zaubernussgewächsen (Hamamelidaceae) zugeordnet. Die Art wurde von Philip Miller 1768 wissenschaftlich erstbeschrieben. Ein Synonym der Art ist Liquidambar imberbis Aiton. Molekulargenetische Untersuchungen haben gezeigt, dass Liquidambar orientalis mit der nordamerikanischen Liquidambar styraciflua näher verwandt ist als mit den beiden ostasiatischen Arten Liquidambar acalycina und Liquidambar formosana.
Von der typischen Varietät (Liquidambar orientalis var. orientalis) wird die Varietät Liquidambar orientalis var. integriloba Fiori  abgetrennt. Diese unterscheidet sich durch ihre mehr ganzen, ungelappten Blattlappen. Sie ist eher östlicher und südlicher verbreitet als die typische Varietät. Ihre Eigenständigkeit wurde durch molekulargenetische Untersuchungen bestätigt.

## Verwendung
Die Art wurde viele Jahrhunderte lang als Quelle des Styrax, eines aromatischen Baumharzes, verwendet. Dieses ist ähnlich demjenigen einer weiteren, mehr in der Vegetation der Macchie verbreiteten Strauchart, des Storaxbaums (Styrax officinalis). Das Harz bzw. als Arzneidroge der Balsam des Storaxbaums wird „Storax“, das des Amberbaums meist „Styrax“, türkisch „gunluk“ oder „sigla“ genannt. Es wird nach Verletzung der Rinde gebildet. Es wurde von März bis September von Bäumen mit einem Umfang von etwa 15 Zentimetern, dann etwa 10 Jahre alt, abgeerntet. Man unterschied rotes halbfestes (Styrax rubea), schwarzes festes (Styrax nigra) und weißes frisches und flüssiges (Styrax alba) Harz. Antike Berichte von Theophrast und Herodot über das Styrax sind auf den Amberbaum zu beziehen. Als Thymiana wurde (bei Valerius Cordus) die ausgekochte Rinde von Liquidambar officinalis bezeichnet.
Der Orientalische Amberbaum wird – heute eher selten – wegen seiner bemerkenswerten Herbstfärbung als Park- oder Gartenbaum verwendet. In Gebieten mit kühlem Klima ist er frostempfindlicher und weniger wüchsig als Liquidambar styraciflua.